# イラン・アーセマーン航空3704便墜落事故
イラン・アーセマーン航空3704便墜落事故 (イラン・アーセマーンこうくう3704びんついらくじこ)とは、テヘラン発ヤースージュ行きの国内定期便イラン・アーセマーン航空3704便がイラン南西部のデナー山に墜落した事故である。当初、予備事故調査報告書には乗客59名と乗員6名の計65名が死亡したと記載されていたが、後に乗客60名、乗員6名の計66名であると訂正された。事故発生から2日後に、イスラム革命防衛隊の調査官が事故機の残骸を発見した。

## 事故機
- 使用機材：ATR 72-212
  - 機体記号：EP-ATS
  - 製造番号：391

事故機は1993年にイラン・アーセマーン航空が運用し始め、事故発生までの25年間に重大な事故を起こした記録はなかった。
しかし、事故機はスペアパーツ不足のため、約7年間もの間運航停止処分を受けており、最近運航を再開したばかりであった。そして事故発生の数週間前には機体が技術的な問題を抱えていた事が分かっている。

## 事故の概要

フライトレーダー24より作成した3704便の高度情報

事故機はテヘラン発ヤースージュ行きの国内定期便であった。事故機はテヘランを午前4時30分 (UTC)に離陸し、その約1時間後にデナー山へ激突した。乗員乗客66名全員が死亡した。フライトレーダー24によると、午前5時56分 (UTC)に、高度16,975フィート (5,174 m)付近で消息を絶った。管制官との交信は午前5時52分 (UTC)にFL210からFL170へ降下許可を出したのが最後だった。

## 調査
イラン赤新月社は、事故現場にドローンを送り込むと発表した。一方、救助ヘリコプターは、霧のため事故現場に向かう事が出来なかった。事故現場のデナー山は80キロメートル (50 mi)にも渡って山脈が広がっており、多くの峰が存在する。その中でも最高のもので4,409メートル (14,465 ft)もの高さになる。地元の人々は、現場の雪や強風が相まってヘリコプターが残骸を見つけるのに2日もかかったと述べている。
3月3日、イラン当局はフライトデータレコーダーを発見したと発表した。

## 余波と反応
2月23日、イラン民間航空連盟は、一時的にイラン・アーセマーン航空の全ATR 72型機の運航を中止した。
イラン人ジャーナリストは、イランに対する経済制裁によって新しい航空機や予備パーツが入手できず、老朽化した航空機で運航せざるを得なくなった事が、事故の原因になったのではないかと考えている。
予備報告書によれば、このフライトの最低安全高度は15,500フィート (4,700 m)で、山の最高峰が14,460フィート (4,410 m)となっているため、飛行計画書には17,000フィート (5,200 m)を維持するようにと記載されていた。